# Hernán Carrasco Vivanco
Hernán Carrasco Vivanco, né le 29 mars 1923 à Arauco au Chili et mort le 10 septembre 2023 à Santa Tecla (Salvador), est un entraîneur de football chilien.

## Biographie
Il entraîne plusieurs clubs au Chili et au Salvador.
Avec l'Alianza Fútbol Club, il remporte une Coupe des champions de la CONCACAF.
Il est le sélectionneur de l'équipe du Salvador lors de la Coupe du monde 1970 organisée au Mexique.

## Palmarès
| Colo Colo - Championnat du Chili (1) : - Champion : 1960. |  | Alianza - Championnat du Salvador (3) : - Champion : 1965-66, 1966-67 et 1989-90. - Coupe des champions de la CONCACAF (1) : - Vainqueur : 1967. |

| Atlético Marte - Championnat du Salvador (2) : - Champion : 1968-69 et 1970. |  | Águila - Championnat du Salvador (1) : - Champion : 1987-88. - Vice-champion : 1986-87. |

| Luis Ángel Firpo - Championnat du Salvador (1) : - Champion : 1991-92. |  | FAS - Championnat du Salvador : - Vice-champion : 1993-94. |